# George Darwin

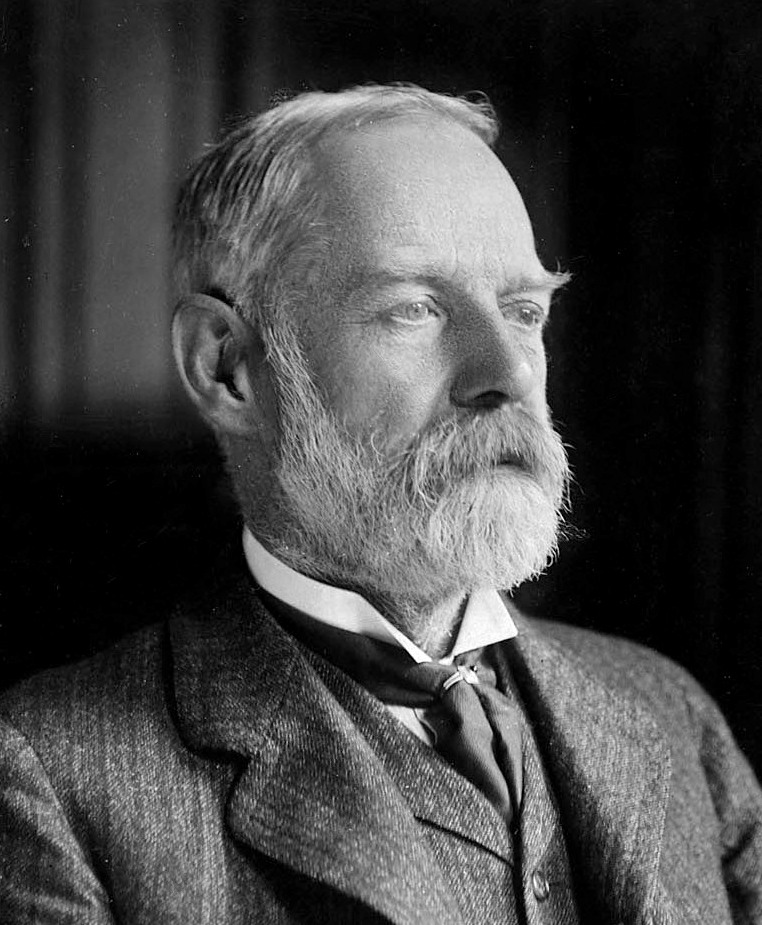
George Darwin

George Howard Darwin (ur. 9 lipca 1845 w Downe, zm. 7 grudnia 1912 w Cambridge) – angielski matematyk i astronom, laureat Medalu Copleya.
Był synem Emmy i Charlesa Darwina.

## Życiorys
W 1863 r. rozpoczął studia na St John’s College na Uniwersytecie Cambridge, lecz wkrótce przeniósł się na Trinity College, gdzie jego nauczycielem był Edward Routh. Kolegium ukończył jako second wrangler; został równocześnie wyróżniony drugą nagrodą w przyznawanej wówczas corocznie przez Uniwersytet Cambridge Smith's Prize.

W 1883 r. został profesorem na Uniwersytecie Cambridge.
Zajmował się siłami pływowymi. Jest autorem jednej z teorii powstania Księżyca mówiącej, że oderwał się on od skorupy ziemskiej wskutek sił odśrodkowych. Jego praca dotycząca analizy pływów, opublikowana w 1884, opierała się na metodach rozwiniętych przez P.S. Laplace'a i lorda Kelvina. W pracy The Tides and Kindred Phenomena in the Solar System omawiał efekty tarcia pływowego w układzie Ziemia-Księżyc. 
Jego wielkim osiągnięciem było rozwinięcie teorii ewolucji układu Słońce-Ziemia -Księżyc w oparciu o matematyczną analizę teorii geofizycznej. Przeprowadził obszerne badania orbit trzech obracających się ciał (układu Słońce-Ziemia-Księżyc), tzn. policzył, gdzie każde z nich powinno znajdować się w określonym momencie. W ramach swoich doświadczeń, dotyczących powstania Księżyca, zajmował się również badanie kształtów, przy których wirujące ciała ciekłe pozostają w równowadze.     
W 1892 został nagrodzony Złotym Medalem Królewskiego Towarzystwa Astronomicznego. Później sam przewodniczył tej organizacji.
Miał żonę i czwórkę dzieci: dwóch synów i dwie córki.

## Prace G. H. Darwina
- "Tides" (ang.) (Encyklopedia Britannica, 1875-89)
- The tides and kindred phenomena in the solar system (ang.) (Boston, Houghton, 1899)
- Problems connected with the tides of a viscous spheroid (ang.) (Londyn, Harrison and Sons, 1879-1882)
- Scientific papers (T. 1) (ang.), (T. 2), (T. 3), (T. 4), (T. 5) (Cambridge University Press: 1907, 1908, 1908, 1911, 1916)